# St. Pauli Sport
St. Pauli Sport (offiziell: St. Pauli Sportverein) war ein Sportverein mit Sitz in Hamburg. Die erste Fußballmannschaft erreichte zweimal die Endrunde um die Norddeutsche Meisterschaft. Sie trug ihre Heimspiele, trotz des Vereinsnamens, in Lokstedt aus (also nicht in St. Pauli).

## Geschichte
Der Verein geht auf den am 18. Mai 1901 gegründeten FC Britannia zurück, der im Jahre 1903 den vierten Platz bei der Hamburger Meisterschaft erreichte, und war auch dessen Nachfolger auf dem Sportplatz Tiefenstaken. Diesen hatte Britannia im August 1912 mit einem Spiel gegen die berühmtere Britannia Berlin eingeweiht (1:5). Nach Beginn des Ersten Weltkrieges änderte der Verein seinen Namen in SC Blücher (das „B“ auf den Trikots konnte bleiben) und fusionierte im Jahre 1919 mit der St. Pauli Sportvereinigung zu St. Pauli Sport. Die St. Pauli Sportvereinigung war erst kurz zuvor nach der Fusion der St. Pauli SpVgg 06 und dem SV Favorite-Hammonia entstanden.
Im Jahre 1923 schaffte die Mannschaft ohne Verlustpunkt den Aufstieg in die seinerzeit erstklassige Elbekreisliga. Insgesamt blieb man fast zwei Jahre lang in 31 Meisterschaftsspielen in Folge ungeschlagen. Gleich in der ersten Spielzeit verpasste die Mannschaft als Vierter die Meisterschaft nur um zwei Punkte. Mit Karl Politz brachte St. Pauli Sport einen späteren Nationalspieler hervor. Nach mehreren dritten Plätzen wurde die Mannschaft im Jahre 1928 Meister der Elbekreisliga und verlor das Endspiel um die Hamburger Meisterschaft gegen den Hamburger SV mit 0:3. Der Verein trat kurz darauf der "Interessengemeinschaft der Ligavereine" bei und wirkte an der Fußball-Revolution mit. In der Norddeutschen Meisterschaft 1929 bezwang man in der Qualifikation Phönix Lübeck mit 3:2, erreichte in der Endrunde mit drei Zählern nur den vorletzten Platz.
Ein Jahr später unterlag St. Pauli Sport in der Qualifikation zur Norddeutschen Endrunde Holstein Kiel mit 1:6. Schon im Jahre 1932 stieg der Verein aus der Oberliga Hamburg ab. Ein Jahr später fusionierte St. Pauli Sport zwangsweise mit dem Arbeiterverein FC Amateure zu Sport 01 Hamburg und stieg 1938 in die Drittklassigkeit ab. Nach dem Ende des Zweiten Weltkrieges ging dieser Verein im Eimsbütteler SV auf, der 1976 mit Grün-Weiß Hamburg zu Grün-Weiss Eimsbüttel fusionierte.